# Protoplanet
Protoplanet je prethodnik planeta koji obično nastaje iz diska prašine i plina nakon formiranja zvijezde. Kod protoplaneta se stvaraju uvjeti za diferenciranu unutrašnjost.
U slučaju Sunčevog sustava, smatra se da su sudari planetesimala stvorili nekoliko stotina planetarnih embrija. Takvi su embriji bili slični Ceresu i Plutonu s masama od oko 10 22 do 10 23 kg i bili su promjera nekoliko tisuća kilometara. Tijekom stotina milijuna godina sukobili su se jedan s drugim. Točna sekvenca po kojoj su se planetarni embriji sudarili radi okupljanja planeta nije poznata, ali misli se da bi početni sudari zamijenili prvu "generaciju" embrija drugom generacijom koja se sastoji od manjeg ali većeg embrija. Oni bi se zauzvrat sudarili u stvaranju treće generacije manje, ali čak i većih zametaka. Na kraju je ostala samo nekoliko zametaka koji su se sudarili kako bi dovršili pravilno sastavljanje planeta. 
Rani protoplaneti imale su više radioaktivnih elemenata, čija se količina vremenom smanjivala zbog radioaktivnog raspada. Grijanje zbog radioaktivnosti, udara i gravitacijskog tlaka rastopilo je dijelove protoplaneta kako su narasli prema planetima. U otopljenim zonama njihovi teži elementi potonuli su u središte, dok su se lakši elementi uzdizali na površinu. Takav je postupak poznat kao planetarna diferencijacija. Sastav nekih meteorita pokazuje da se u nekih asteroida ta diferencijacija razlikovala.